# Teynkirche
Die Kirche der Jungfrau Maria vor dem Teyn (kurz Teynkirche oder Teinkirche, auch Marienkirche; tschechisch Kostel Matky Boží před Týnem, auch Kostel Panny Marie před Týnem bzw. Týnský chrám) ist ein römisch-katholisches Gotteshaus in der Prager Altstadt. Der Bau der Kirche dauerte von der Mitte des 14. bis zum beginnenden 16. Jahrhundert. Die Westfassade mit den zwei Türmen am Rande des Altstädter Rings ist eines der Wahrzeichen der tschechischen Hauptstadt Prag.

## Lage und Namensgebung
Das Kirchengebäude steht hinter der Häuserzeile an der Ostseite des Altstädter Rings. An das Gotteshaus schließen Bürgerhäuser mit Arkadengängen an. Auf dem Platz vor der Kirche befindet sich die 2020 wiedererrichtete Mariensäule. Unmittelbar westlich vor dem Kirchengebäude steht die im 13. Jahrhundert erbaute Teynschule.
Die Bezeichnung Teynhof (Týn) geht auf einen historischen Handelshof in Alt-Prag zurück, auch Ungelt genannt. Hier konnten ausländische Kaufleute übernachten, und es wurden Schutzgelder (Zölle) erhoben. Der Baukomplex bestand aus mehr als einem Dutzend Einzelgebäuden, die zwischen der Teynkirche und der Kirche des Heiligen Jakob weitgehend erhalten sind. Der verkürzte Name Teynkirche bezieht sich damit auf die Lage des Kirchengebäudes „vor dem Týn“.

## Geschichte der Kirche

### Vorgängerbauten

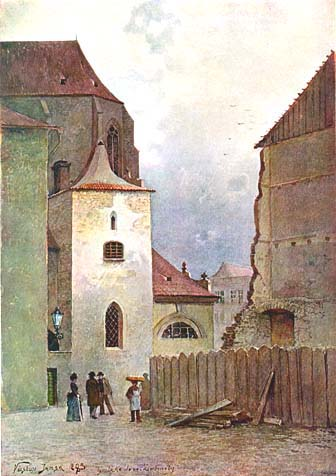
Kapelle der Hl. Ludmilla im ehemaligen Nordturm; 1882

Die erste Erwähnung einer frühgotischen Kapelle im alten Prag ist für das Jahr 1135 belegt. Diese war der Jungfrau Maria geweiht und Bestandteil eines Spitals des Ungelt. Mit der raschen Ausdehnung von Prag über den Burgberg und den Vyšehrad wurde der Sakralbau zur ersten Pfarrkirche im Ortszentrum. Die Teynkirche wurde zum Zentrum der deutschen Einwohner der Prager Altstadt. Zu Beginn des 14. Jahrhunderts erfolgten umfassende Erweiterungs- und Umbauarbeiten: an der Stelle eines einschiffigen Baus entstand ein dreischiffiges Gebäude mit einem polygonalen Chor, der sich über einer Krypta erhebt. Ein erster Westturm mit Glockengeläut schloss das Gotteshaus zum Marktplatz hin ab. Dieser Turm ist für das Jahr 1310 dokumentiert, als Johann von Luxemburg-Ligny und seine Anhänger Prag besetzten.
Teile des früheren Glockenturms blieben als Kapelle der hl. Ludmilla noch bis 1894 erhalten (siehe Bild).

### Baugeschichte

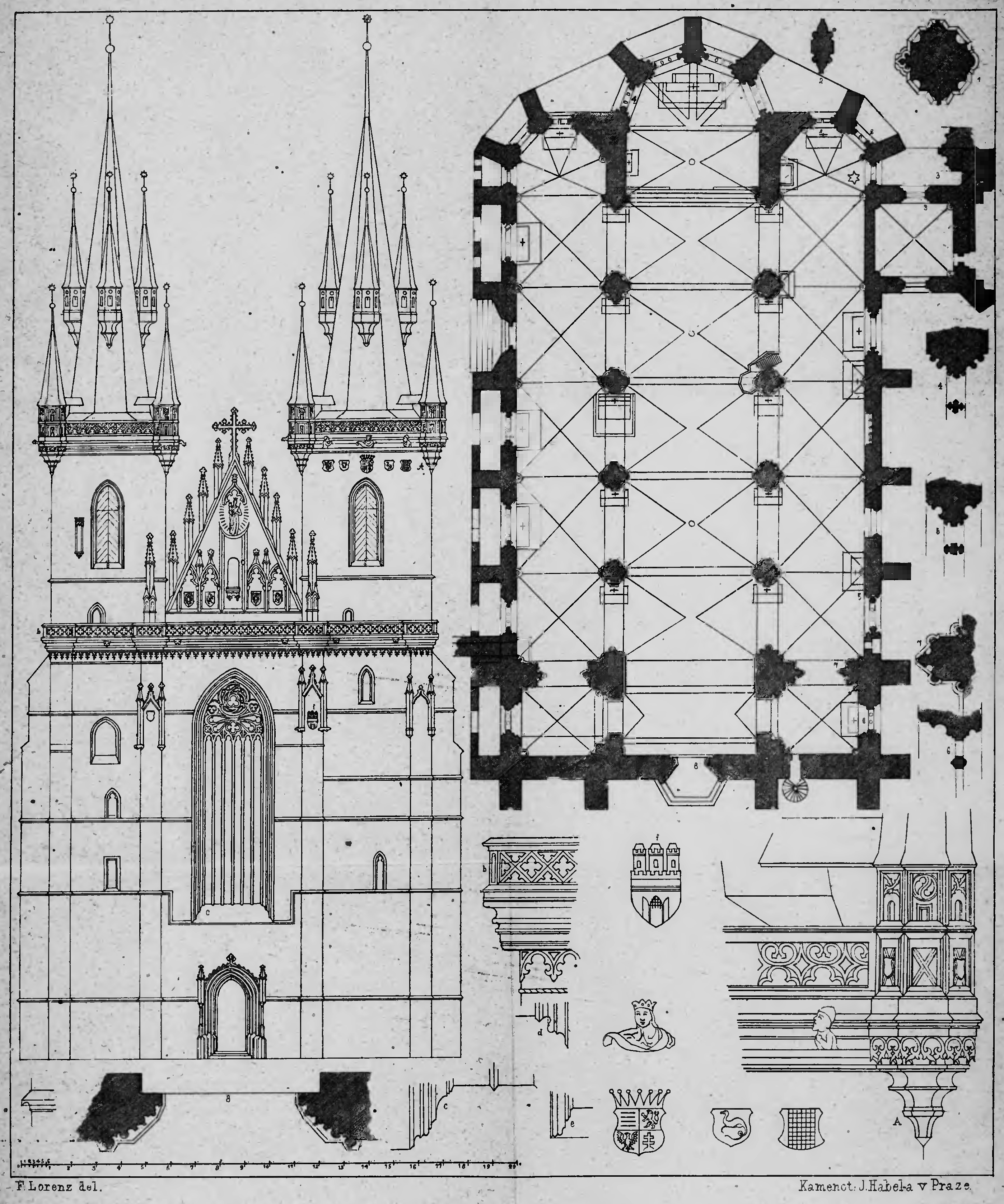
Grundriss und Vorderansicht, 1854

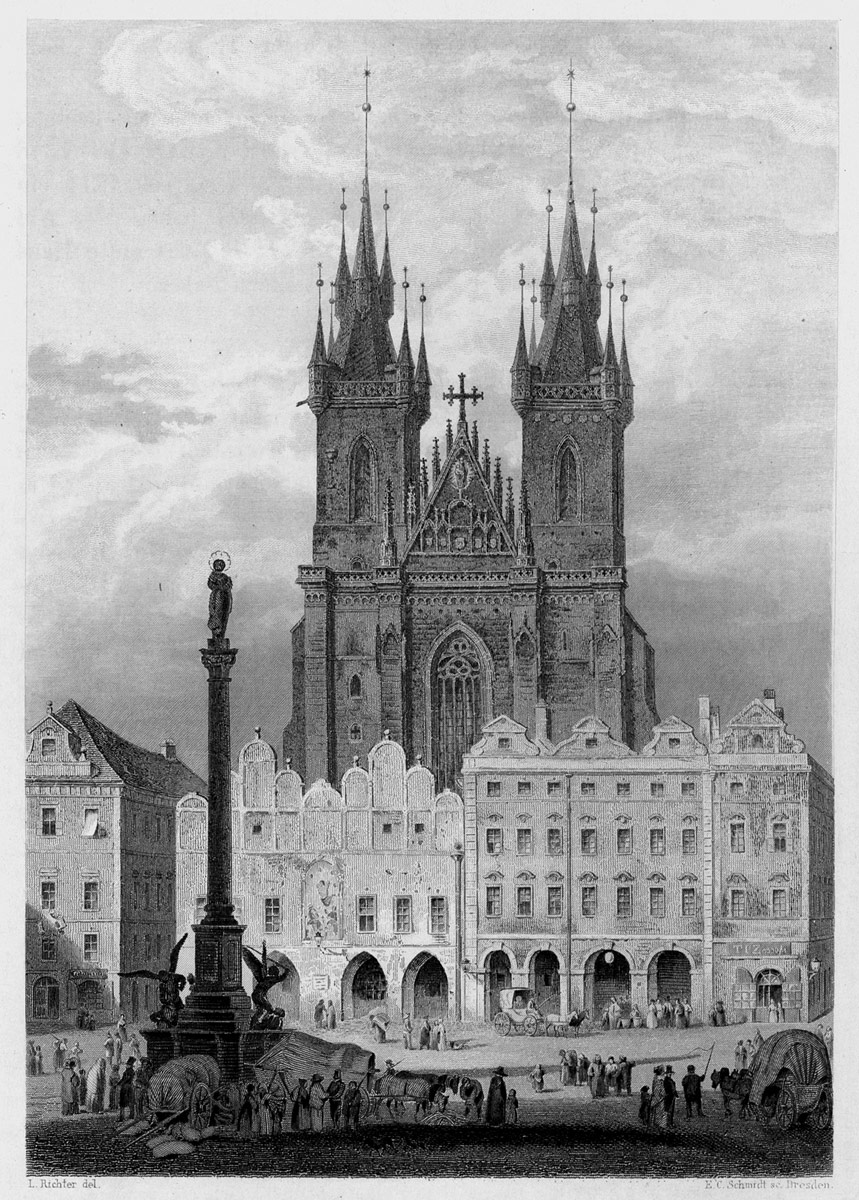
Teynkirche und Altstädter Ring (mit Mariensäule), Stahlstich (1841) nach Ludwig Richter

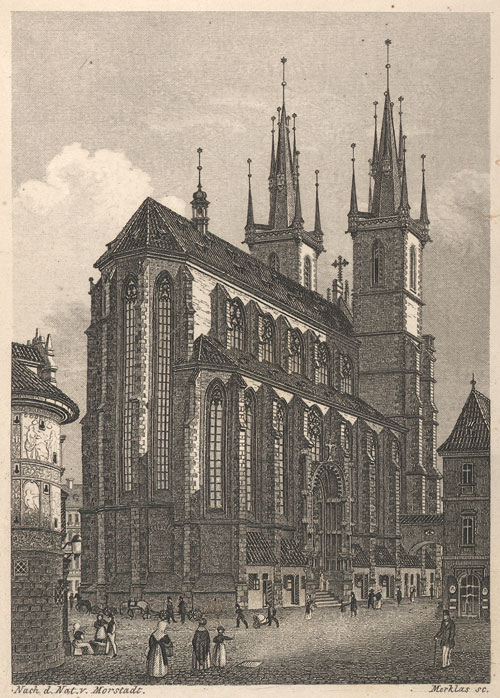
Teynkirche Ende des 19. Jahrhunderts, Ansicht von Osten

Mit Spenden reicher Patrizier und Kaufleute entstand ab etwa 1360 ein Neubau im Stil der Hochgotik, wobei teilweise Fundamente des Vorgängerbaus einbezogen wurden. Die zunächst einschiffige Basilika mit einem fast rechteckigen Grundriss basiert wahrscheinlich auf Plänen der einheimischen Baumeister Scheufler und Schmelzer. Ihr Aussehen lehnt sich an schlesische Kirchenarchitektur des 14. Jahrhunderts an.
Ab 1365 war der Augustiner-Chorherr Konrad von Waldhausen Pfarrer an der Teynkirche. Um 1380 wurden der Chor und die Seitenschiffe angebaut. Die Bauhütten von Matthias von Arras und Peter Parler stellten die 28 m hohen Maßwerkfenster sowie weiteren Bauschmuck für das Langhaus und das Nordportal her. Dazu zählen das 1390 fertiggestellte Tympanon über dem Portal, das die Leiden Christi darstellt, und Skulpturenschmuck im Kirchenschiff, der Bezug nimmt auf Geschichten und Personen aus dem Umfeld des Königs Wenzel IV.
Von 1425 bis 1435 war der Theologe Jan Rokycana Prediger an dieser Kirche, ein enger Mitarbeiter des Königs Georg von Podiebrad; er wurde 1471 in der Krypta beigesetzt. Noch vor den Hussitenkriegen war das Kirchenschiff fertig ausgestattet. Nicht sicher geklärt ist bisher, ob das Stützgewölbe in der heutigen Form schon vorhanden war, der Westgiebel wurde jedenfalls fertig gebaut. Das Dach des Kirchenschiffs und die beiden Türme fehlten noch. Die Türme kamen erst um 1466 (Nordturm) und 1511 (Südturm) hinzu. Letzterer wurde durch die Bauhütte vom Matěj Rejsek errichtet. Im Nordturm wurde 1585 eine Bronzeglocke installiert, die beim Brand im Jahr 1819 schmolz.
Nach Beendigung der Hussitenkriege sollte das Dach der Marienkirche fertiggestellt werden. Die bereits angelieferten Holzbalken wurden auf Befehl des Kaisers Sigismund aber als Galgen verwendet. An diesen Galgen wurden 1447 53 der widerständischen Hussiten um den Hauptmann Jan Roháč z Dubé auf dem Altstädter Ring erhängt. Die Bauarbeiter stellten den Dachstuhl erst um das Jahr 1460 fertig.
Im Zeitraum von 1463 bis 1466 wurde der Giebel des Kirchenschiffs angehoben, gleichzeitig wurde der zweite Turm (nördlich des ersten) vollendet. Im Giebelfeld fand eine Statue des Königs Georg von Podiebrad und ein vergoldeter Kelch mit dem Spruch „Veritas vincit“ (Die Wahrheit siegt) Platz. Nach der Schlacht am Weißen Berg wurde 1626 die Statue entfernt. Sie wurde durch ein Madonnen-Relief im Strahlenkranz ersetzt, das der Bildhauer Kaspar Bechteler geschaffen hatte. Während der Herrschaft des Königs Vladislav II. wurde der Südturm vollendet. Die beiden Türme werden auch „Adam und Eva“ genannt.
Nach dem Dreißigjährigen Krieg ließen die Prager Bürger 1649 in der Kirche einen neuen barocken Altar errichten, womit auch die Bedeutung der Jungfrau Maria für das Christentum betont werden sollte. Der Architekt Giovanni Domenico Orsi de Orsini errichtete im Jahr 1670 eine neue Orgelempore. Ein durch Blitzschlag ausgelöster Brand im Jahr 1679 beschädigte das Hauptschiff und den Chor stark. Sie wurden durch ein neues niedrigeres barockes Tonnengewölbe ersetzt. 130 Jahre später vernichtete ein erneutes Feuer den Nordturm, dessen Wiederaufbau sich bis 1836 hinzog. Eine neue Glocke musste gegossen werden.
1710–1735 war Johann Florian Hammerschmidt Priester an der Teynkirche. Während dessen Amtszeit wuchs Prag durch die Eingemeindung von vier umliegenden Ortschaften, wodurch die Pfarrkirche weiteren Einfluss gewann. Die von den Kirchenoberen verordnete Vereinfachung ihrer Bauten und Ausstattungen (Purismus) führte dazu, dass zwischen 1876 und 1895 der Putz zu großen Teilen entfernt wurde und die noch heute zu sehenden Bruch- und Kalksteine samt Strebepfeilern freigelegt wurden.
Zu Beginn des 20. Jahrhunderts ließ die Kirchengemeinde die Sakristei und in den Jahren 1906 bis 1908 das Nordportal restaurieren. Im Jahr 1933 wurde die Pfarrei eine Filiale der St.-Gallus-Kirche in Prag und blieb es bis zum Jahr 2009. Zwischen den 1970er Jahren und dem Beginn des 21. Jahrhunderts wurde die gesamte Kirche umfangreich restauriert. 2018 wurde nach einem Beschluss der tschechischen Bischofskonferenz wieder ein goldener Kelch als Giebelschmuck angebracht, um damit ein Zeichen für die ökumenische Aussöhnung der katholischen und der hussitischen Tradition zu setzen. Das Kirchengebäude, der Baldachin und ein Holzschnitt aus der Zeit um 1420 im Inneren der Kirche, die Jungfrau Maria darstellend, sind seit den 1970er Jahren Baudenkmale.

## Architektur
Das Äußere wird von den Stilformen der Hochgotik bestimmt, das sind vor allem Wimperge, Fialen und Maßwerk.

### Kirchenschiff
Das Hauptschiff wird von dem barocken Tonnengewölbe mit Stichkappen dominiert. Die fünffeldrigen Seitenschiffe haben dagegen ihre ursprünglichen gotischen Rippengewölbe behalten. Die Wände sind zu großen Teilen aus Schiefer erbaut, ein Teil der tragenden Säulen, Arkadenbögen und andere Details bestehen aus Sandstein.

### Portale und Giebel
Alle Kircheneingänge sind im ursprünglichen gotischen Stil erhalten. Das Nordportal trägt wie erwähnt ein Tympanon mit drei Szenen aus der Passion Christi. Zwischen 1906 und 1908 entstanden erste Kopien von Reliefteilen, im Jahr 1998 wurde der Rest durch eine Kopie ersetzt. Die Originalteile befinden sich seitdem in der Prager Nationalgalerie.

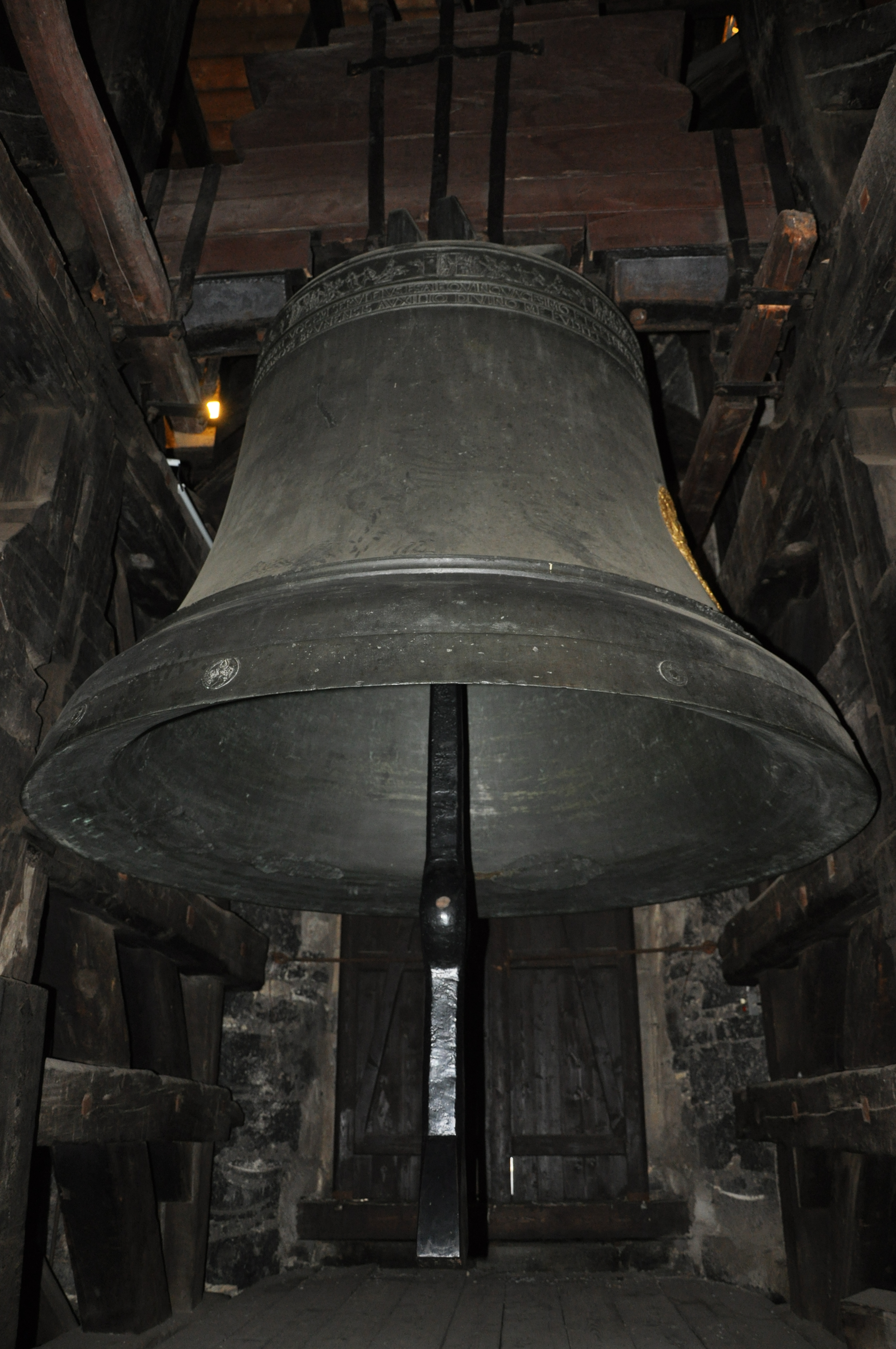
Marienglocke

### Türme und Glocken
Die beiden Kirchtürme wurden nicht im gleichen Stil erbaut, sind aber mit 80 Metern etwa gleich hoch. Der an der Nordseite platzierte Turm ist etwas dicker als der andere. Sie sind mit zwei übereinander angeordneten Reihen von je vier Fialen geschmückt und von achteckigen Helmen bekrönt. Beide Türme sind von Außengalerien umgeben, die von den Besuchern genutzt werden können. Zwischen den Turmspitzen leuchtet das vergoldete Marienbildnis im Spitzgiebel.
Eine Bronze-Glocke aus den 1830er Jahren ist im Nordturm untergebracht. Im Südturm befindet sich die im Jahr 1535 von Tomáš Jaroš gegossene Glocke, die der Jungfrau Maria geweiht wurde (siehe Bild). Sie ist die zweitgrößte Kirchenglocke in Prag (nach der Sigismund im Veitsdom). 1932 gossen die Budweiser Glockengießer Rudolf Perner (1858–1932) sen. und Rudolf Perner jun. zwei schwere Bronzeglocken für die Teynkirche.

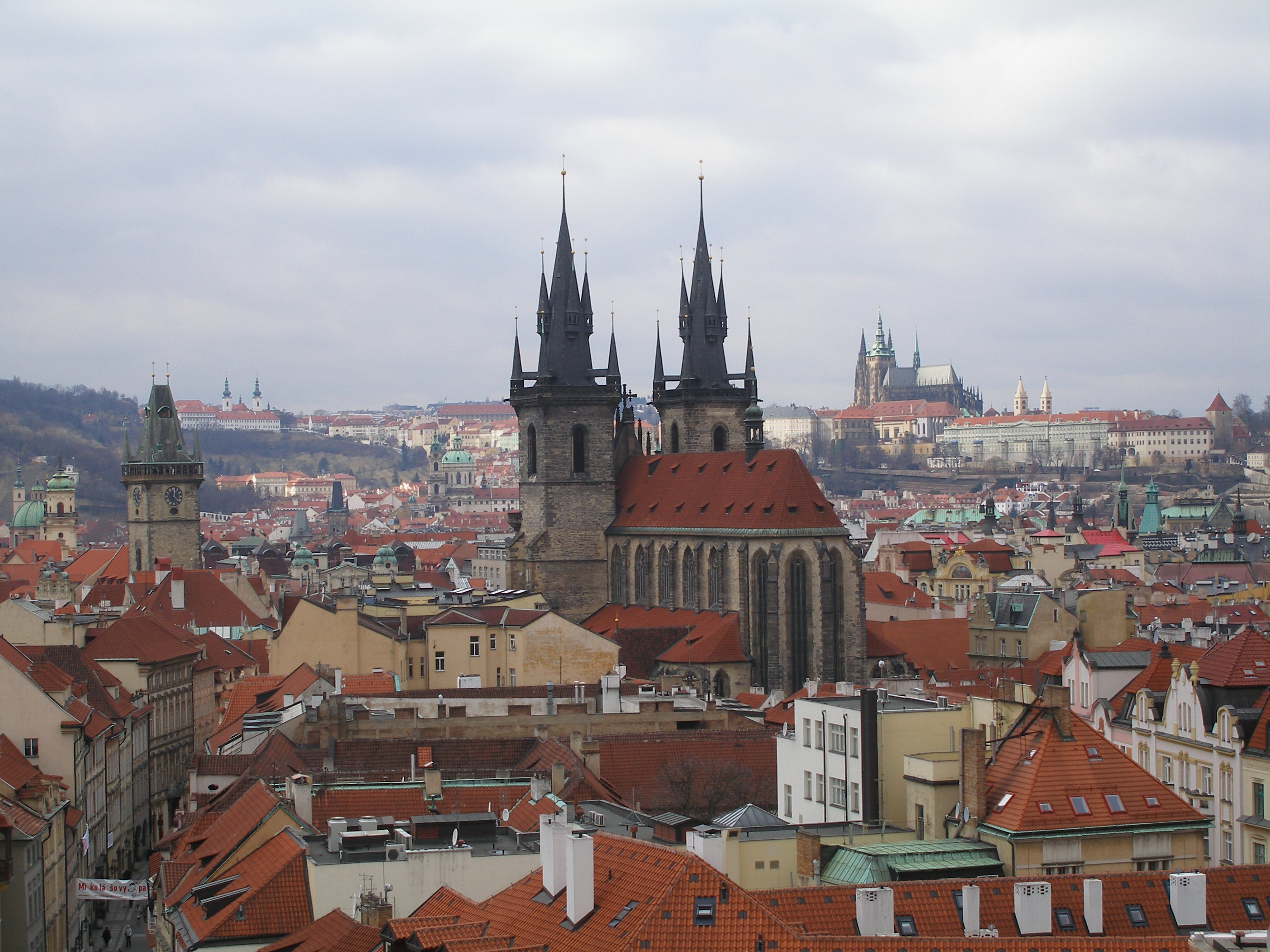
Blick auf die Altstadt vom Pulverturm
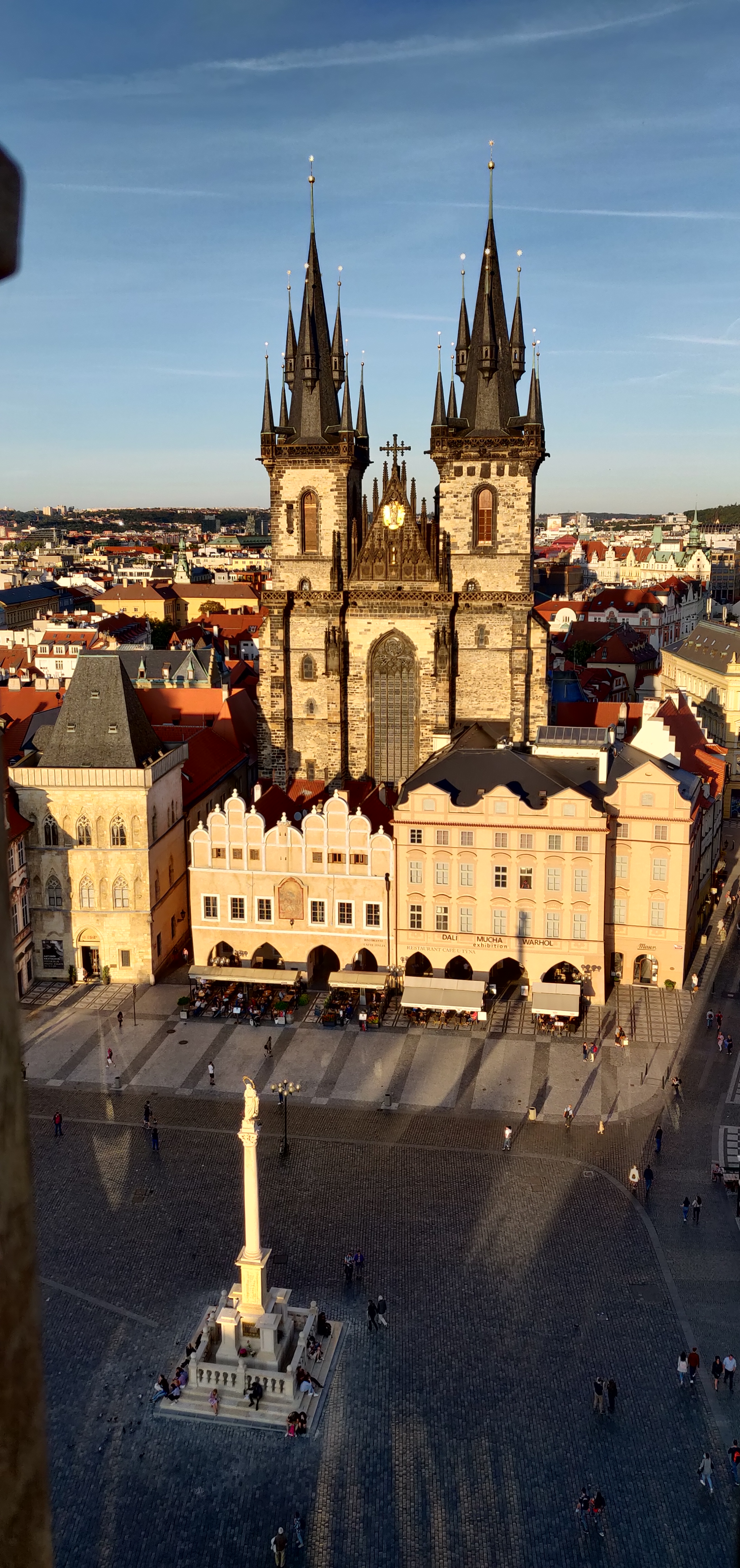
Blick vom Altstädter Ring
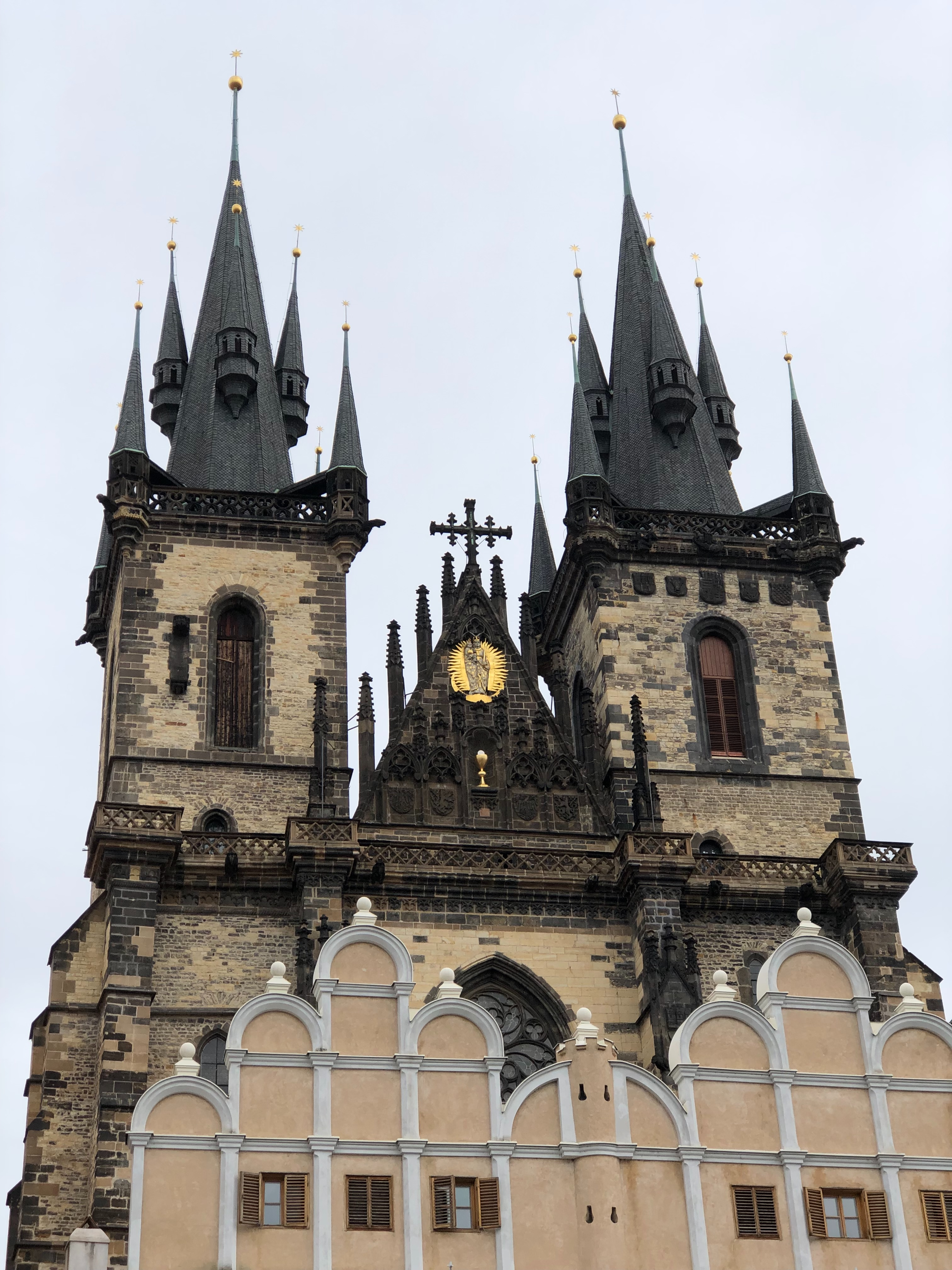
Ansicht der Türme
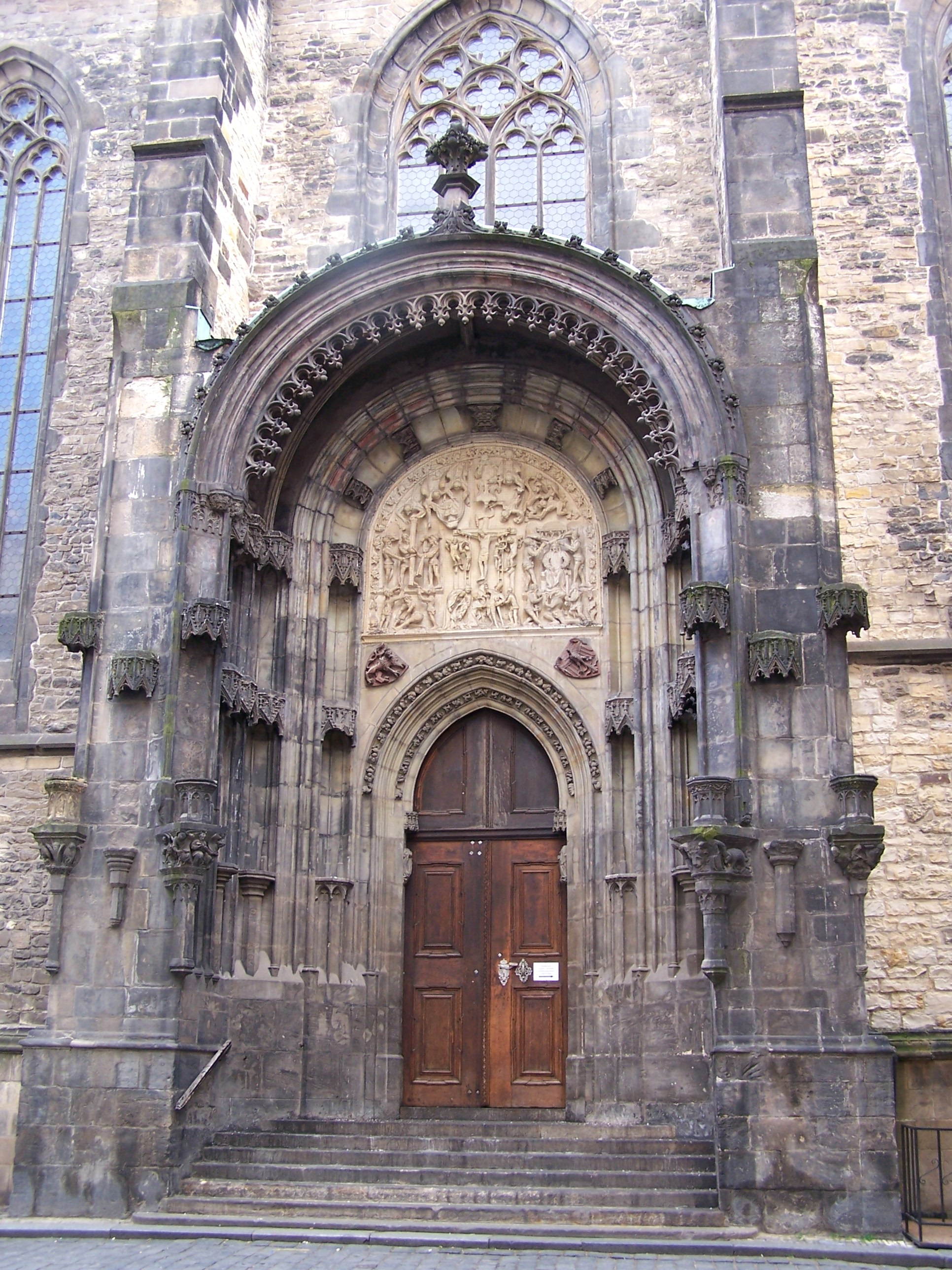
Nordportal mit Tympanon

## Ausstattung

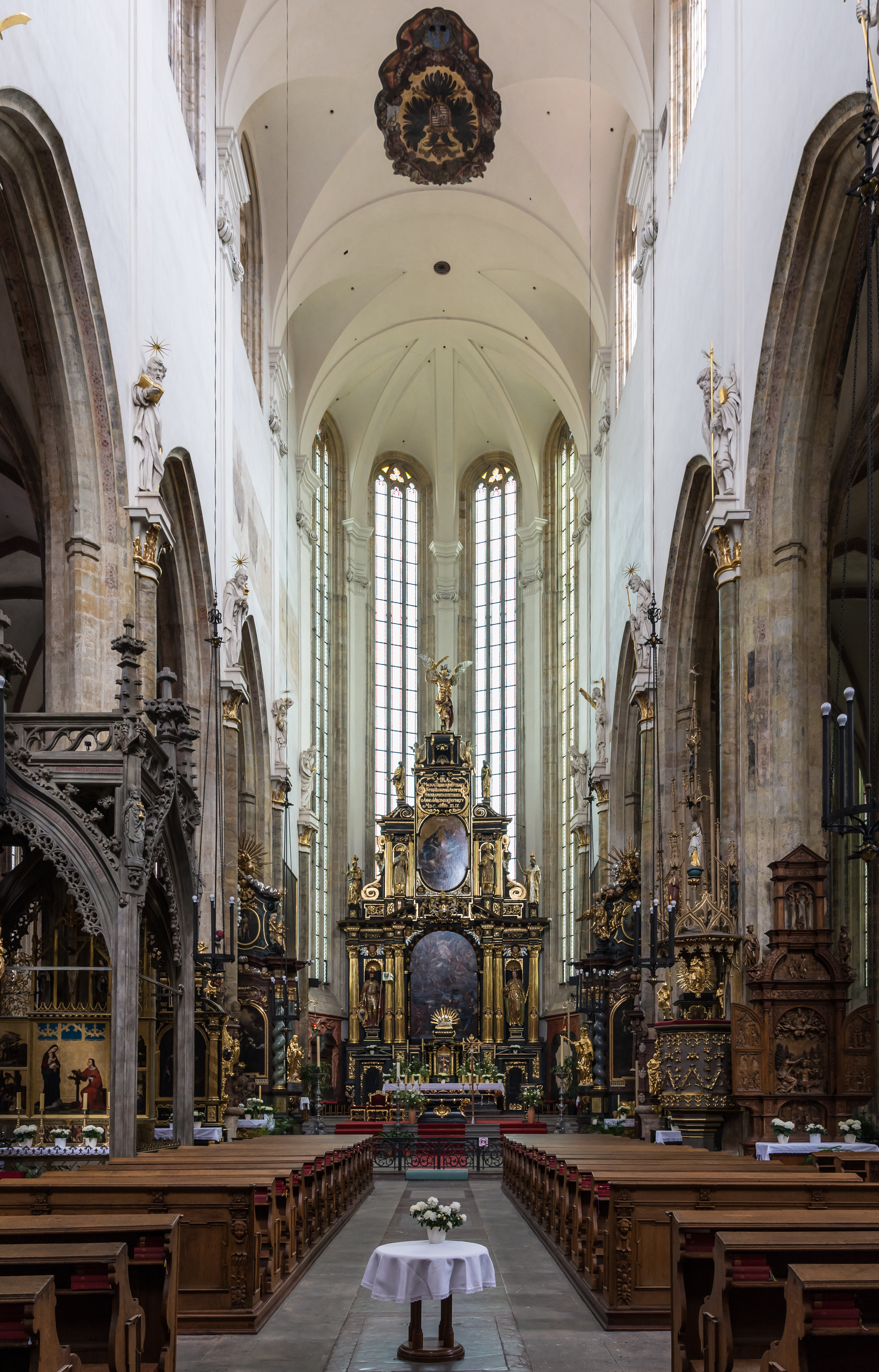
Innenraum

Hauptaltar

Die Inneneinrichtung ist überwiegend barock.

### Altäre und Kanzel
Der Haupt-Altar trägt die Gemälde Mariä Himmelfahrt und Heilige Dreieinigkeit, beide aus dem Jahr 1649, gemalt von Karel Škréta.
Rechts vom  Eingang (also nördlich vom Haupt-Altar) befindet sich der St.-Wenzels-Altar mit Statuen von Johann Georg Bendl und Gemälden von Antonín Stevens (1664) sowie Johann Georg Heinsch (um 1690). Daneben gibt es einen Renaissance-Flügelaltar aus dem Anfang des 17. Jahrhunderts mit einem Relief Taufe des Herrn im Jordan.

Kanzel

Vor dem Chor befindet sich eine gotische Kanzel aus der Mitte des 15. Jahrhunderts mit Dach, die Malereien von Josef Vojtěch Hellich zeigt und auch plastisch geschmückt ist.
Die am Altar des nördlichen Seitenschiffs zu sehende Kalvarienszene stammt aus dem Anfang des 15. Jahrhunderts.
Rechts vom Hauptaltar steht das Grabmal des am Hofe des Kaisers Rudolf II. wirkenden dänischen Astronomen Tycho Brahe aus dem Jahr 1601.
An den Wänden des Chors hängen zwei 4,26 × 2,69 m große Ölbilder mit den Darstellungen Mariä Heimsuchung und Darbringung im Tempel, bei denen es sich um historische Kopien der Innenseiten der Orgelflügel handelt, die der Brescianer Maler Girolamo Romanino um das Jahr 1535 für die Trienter Kirche S. Maria Maggiore gemalt hat.
Im südlichen Seitenschiff steht ein Johannes dem Täufer geweihter Altar. Er gilt als einzigartiges Werk der Donau-Schnitzschule aus den Jahren 1524/1525. Die Nebenaltäre wurden meist von Handwerkergilden oder Patriziern gespendet.

### Orgel

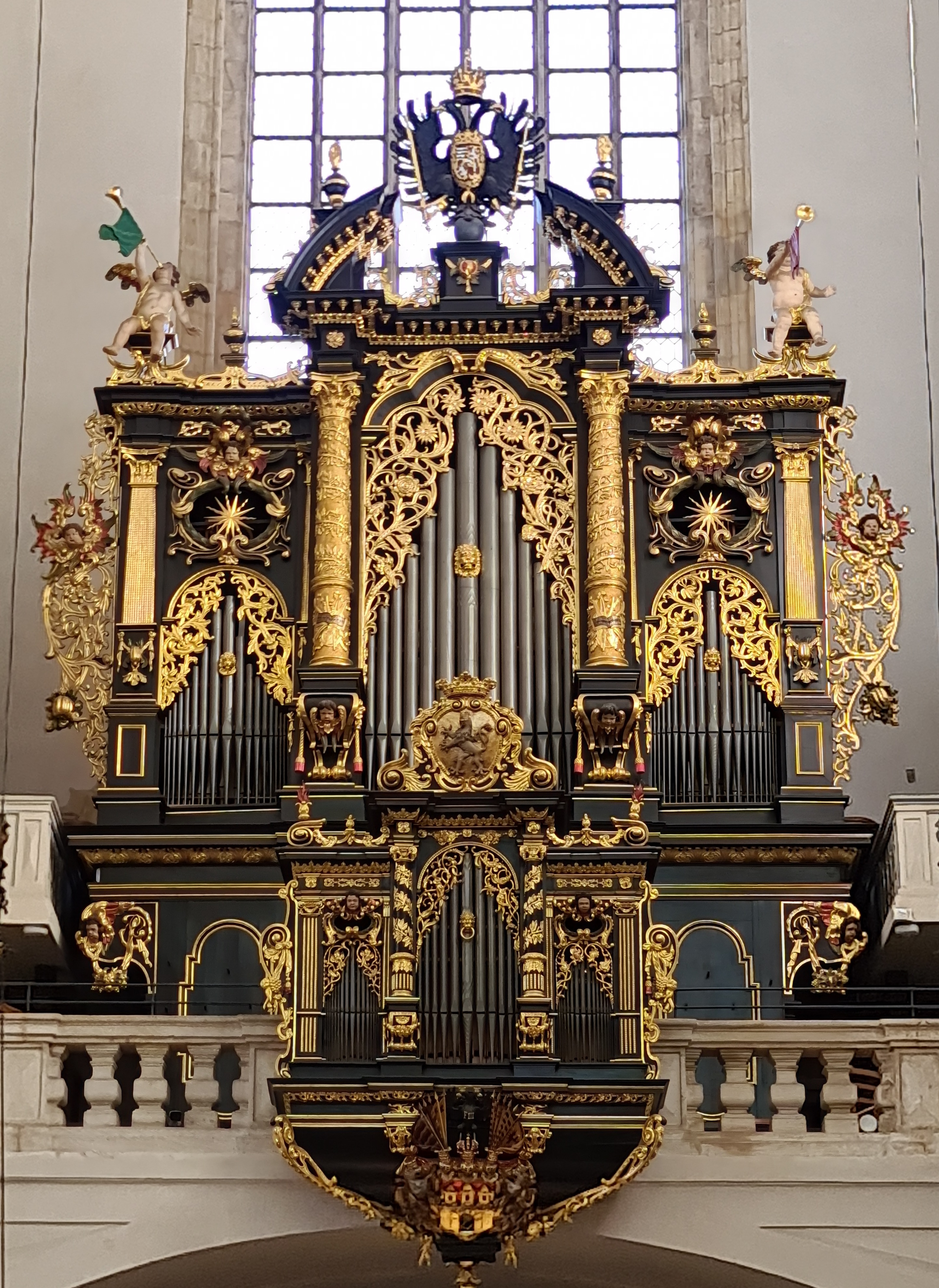
Orgelempore

Eine erste Orgel ließ die Kirchengemeinde im Jahr 1573 einbauen, die bei Albrecht Rudner in Auftrag gegeben worden war. Sie erhielt ihren Platz im nördlichen Seitenschiff.
Die noch immer vorhandene Orgel wurde vom deutschen Orgelbaumeister Johann Heinrich Mundt (1632–1691) in den Jahren 1670–1673 gebaut. Die Auftraggeber waren zunächst mit dem Klang nicht zufrieden, auch schien ihnen das Honorar zu hoch. Mundt musste noch einige Nacharbeiten ausführen. Nach einem Brand im Jahr 1676 war das Instrument nicht mehr spielbar, woraufhin Mundt zur Reparatur anreiste. Im 18. Jahrhundert erfolgten lediglich laufende Reparaturen an der Orgel, im Jahr 1823 nahm der Orgelbauer Josef Gartner eine Umstimmung des Kammertons vor und änderte die Pedalanordnung. Im Zweiten Weltkrieg drohte der Abbau der Orgel zur Zinngewinnung für die Rüstungsindustrie, doch er fand nicht statt.
Das Instrument blieb mit der derselben Disposition vom Ende des 19. Jahrhunderts bis zum Jahr 1998 erhalten. Dann wurde es durch die deutsche Firma Johannes Klais Orgelbau umfassend restauriert, im Jahr 2000 wieder eingebaut und eingeweiht.
Der barocke Prospekt ist mit Engelsfiguren, Säulchen und floralen Motiven in Gold verziert.
Disposition
| I Hauptwerk C– |                 |       |
| 1.             | Bourdon Flöte 0 | 16′   |
| 2.             | Prinzipal       | 8′    |
| 3.             | Copula major    | 8′    |
| 4.             | Dulzflöte       | 8′    |
| 5.             | Quintatöne      | 8′    |
| 6.             | Salicional      | 8′    |
| 7.             | Octave          | 4′    |
| 8.             | Copula minor    | 4′    |
| 9.             | Quinta major    | 3′    |
| 10.            | Superoctava     | 2′    |
| 11.            | Quinta minor    | 1 ⁄2′ |
| 12.            | Sedecima        | 1′    |
| 13.            | Mixtur VI       | 1′    |
| 14.            | Cembalo IV      | 1⁄2′  |

| II Positiv |                   |       |
| 15.        | Copula major      | 8′    |
| 16.        | Principal         | 4′    |
| 17.        | Copula minor      | 4′    |
| 18.        | Octave            | 2′    |
| 19.        | Quinte            | 1 ⁄2′ |
| 20.        | Quinta decima     | 1′    |
| 21.        | Rauschquinta II 0 |       |
| 22.        | Mixtura III       | 1′    |
|            | Cymbelstern I     |       |
|            | Cymbelstern II    |       |

| Pedal |                   |       |
| 23.   | Subbass offen     | 16′   |
| 24.   | Subbass gedeckt 0 | 16′   |
| 25.   | Oktavbass         | 8′    |
| 26.   | Quinta            | 6′    |
| 27.   | Superoctav        | 4′    |
| 28.   | Mixtur III        | 2 ⁄3′ |
| 29.   | Posaunbass        | 8′    |

- Koppeln: II/I

### Gestühl, Taufbecken und weitere Ausstattung
Zwei Sedilia (lateinisch singular „sedile“ Stuhl oder Sessel; hier: Sitznischen) am Abschluss der Seitenschiffe sind mit Bildnisköpfen aus der Zeit um 1400 versehen, die unter anderem König Wenzel IV. und dessen Frau Königin Johanna von Bayern zeigen.
Das Seitenschiff  beherbergt das älteste aus dem Jahr 1414 stammende Prager Taufbecken aus Zinn. Es hat die Form einer umgedrehten Glocke, ruht auf drei Löwenfüßen, die in Halbfiguren enden. Der Beckenmantel ist mit einem umlaufenden Flachrelief versehen, das Maßwerk und Spitzbögen zeigt, in denen die Zwölf Apostel stehen. Den Deckel erhielt das Becken erst im Jahr 1849 durch den Kunstschmied Josef Goetzel, als Griff dient eine kleine Figur von Johannes dem Täufer aus der Werkstatt von Emanuel Max.
Das Kircheninnere beherbergt sehr viele Holzschnitzereien. Aus dem Jahr 1493 stammt der spätgotische Steinbaldachin aus der Bauhütte von Matěj Rejsek. Der Baldachin wölbte sich ursprünglich über dem Grab des hussitischen Weihbischofs Augustinus Lucián von Mirandola; gegenwärtig steht darunter jedoch der St.-Lukas-Altar aus dem 19. Jahrhundert mit einem Gemälde von Hellmich.
Beim Pfeiler des Presbyteriums befindet sich die Darstellung der Hl. Barbara, ebenfalls aus dem Atelier von Karel Škréta. An der Wand des rechten  (nördlichen) Seitenschiffs steht auf dem Nebenaltar eine Statue der Madonna mit Jesuskind. Neben dem Sakristeieingang ist das Grabmal des Vaclav Berka von Duba erhalten.
Ein weiteres Gemälde von Škréta (1648) zeigt den hl. Adalbert und befindet sich am Pfeiler links (also südlich) vom Eingang. An weiteren Pfeilern sind Darstellungen des Hl. Josef, Mariä Verkündigung und der Familie Christi zu finden. Andere bedeutende Maler haben im Lauf der Jahrhunderte für die Marienkirche Heilige und Bibelszenen gestaltet. U. a. M. Strasser, Michael Wenzel Halbax, Ignaz Raab und Franz Xaver Karl Palko.
1846 wurde eine Statue der Slawen-Missionare Kyrill und Method aus Carrara-Marmor aufgestellt. Sie wurde von Emanuel Max von Wachstein geschaffen. 1864 kam ein neuer Altar am Ende des südlichen Seitenschiff hinzu, der die Schmerzensmutter auf einem Gemälde von Antonín Lhota (1812–1905) zeigt. Einzelne ehemalige Ausstattungsgegenstände (Gemälde, ein Flügelaltar aus dem Jahr 1500) befinden sich im Prager Stadtmuseum bzw. in der Nationalgalerie.